# Xanthoparmelia isidiigera
Xanthoparmelia isidiigera är en lavart som först beskrevs av Johannes Müller Argoviensis, och fick sitt nu gällande namn av Elix & J. Johnst. Xanthoparmelia isidiigera ingår i släktet Xanthoparmelia och familjen Parmeliaceae.   Inga underarter finns listade i Catalogue of Life.